# Huawei Mate 30
Huawei Mate 30 (стилізовано як HUAWEI Mate30) — лінія флагманських смартфонів, розроблених компанією Huawei, що входять у флагманську серію фаблетів Mate. Лінія складається з Huawei Mate 30/5G, Mate 30 Pro/5G, Mate 30E Pro 5G та Mate 30 RS Porsche Design. Huawei Mate 30, Mate 30 Pro та Mate 30 RS Porsche Design були представлені 19 вересня 2019 року. Huawei Mate 30E Pro 5G був представлений 22 жовтня 2020 року разом з лінійкою Mate 40.

## Дизайн
Задня панель та екран смартфонів виконані зі скла Corning Gorilla Glass 6. Бокова частина виконана з металу (алюмінію).
Знизу знаходяться роз'єм USB-C, динамік, мікрофон та 3.5 мм аудіороз'єм у Mate 30. У Mate 30 Pro замість аудіороз'єму знаходиться гібридний слот під 2 SIM-картки або 1 SIM-картку і карту пам'яті формату Nano Memory до 256 ГБ. Зверху розташовані другий мікрофон та ІЧ-порт. У Mate 30 з лівого боку розташований гібридний слот під 2 SIM-картки або 1 SIM-картку і карту пам'яті формату Nano Memory до 256 ГБ. З правого боку у Mate 30 розміщені кнопки регулювання гучності та кнопка блокування смартфона, а в Mate 30 Pro тільки кнопка блокування.
Mate 30 отримав захист від бризок та пилюки по стандарту IP53. Mate 30 Pro отримав захист від вологи та пилюки по стандарту IP68.
Huawei Mate 30 продається в 4 кольорах: чорному, сріблястому (Space Silver), фіолетовому (Cosmic Purple) та зеленому (Emerald Green).
Huawei Mate 30 Pro продається в 6 кольорах: чорному, сріблястому (Space Silver), фіолетовому (Cosmic Purple), зеленому (Emerald Green), темно-зеленому (Forest Green) та помаранчевому.

## Технічні характеристики

### Платформа
Смартфони отримали процесор Kirin 990 та графічний процесор Mali-G76 MP16.

### Батарея
Mate 30 отримав батарею об'ємом 4200 мА·год, а Mate 30 Pro — 4500 мА·год.
Також обидві моделі мають підтримку 40-ватної швидкої зарядки, швидкої бездротової зарядки на 27 Вт та зворотної бездротової зарядки.

### Камери
Mate 30 отримав основну потрійну камеру 40 Мп, f/1.8 (ширококутний) + 8 Мп, f/2.4 (телеоб'єктив) з 3x оптичним, 5x гібридним та 30x цифровим зумом + 16 Мп, f/2.2 (надширококутний) з фазовим та лазерним автофокусом і здатністю запису відео в роздільній здатності 4K@60fps. Також смартфон отримав подвійну фронтальну камеру 24 Мп, f/2.0 (ширококутний) + 3D TOF (сенсор глибини/для біометричної автентифікації) зі здатністю запису відео у роздільній здатності 1080p@30fps.
Mate 30 Pro отримав основну квадрокамеру 40 Мп, f/1.6 (ширококутний) з оптичною стабілізацією + 8 Мп, f/2.4 (телеоб'єктив) з 3x оптичним зумом, 5x гібридним та 30x цифровим зумом + 40 Мп, f/1.8 (надширококутний) + 3D TOF (сенсор глибини) з фазовим автофокусом та можливістю запису відео в роздільній здатності 4K@60fps. Також смартфон отримав подвійну фронтальну камеру 32 Мп, f/2.0 (ширококутний) + 3D TOF (сенсор глибини/для біометричної автентифікації) зі здатністю запису відео у роздільній здатності 1080p@30fps.

### Екран
Mate 30 отримав OLED екран, 6.62", Full HD+ (2340 × 1080) зі щільністю пікселів 389 ppi, співвідношенням сторін 19,5:9 та вирізом під подвійну фронтальну камеру.
Mate 30 Pro отримав OLED екран, 6.53", 2400 × 1176 зі щільністю пікселів 409 ppi, співвідношенням сторін 18,5:9 та вирізом під подвійну фронтальну камеру.
Обидві моделі отримали технологію HDR10 та вбудований в дисплей оптичний сканер відбитків пальців.
В Pro версії екран має сильно загнуті краї. Такий тип дисплеїв назвали «дисплей водоспад». За цього кнопки регулювання гучності відсутні. Для збільшення гучності потрібно двічі натиснути на бокову грань смартфона і провести по краю екрана вгору/вниз для збільшення/зменшення гучності.

### Звук
Смартфони отримали стереодинаміки. Роль другого динаміка виконує розмовний.

### Пам'ять
Huawei Mate 30 продається в комплектаціях 6/128 та 8/128 ГБ. Також 5G-версія має комплектацію 8/256 ГБ.
Huawei Mate 30 Pro продається в комплектаціях 8/128 та 8/256 ГБ. Також 5G-версія має комплектацію 8/512 ГБ.

### Програмне забезпечення
Смартфони були випущені на EMUI 10 на базі Android 10. Це перші смартфони Huawei у яких відсутні сервіси Google Play. Для встановлення додатків використовується магазин додатків від Huawei AppGallery.
У червні 2020 року Huawei анонсувала оновлення EMUI 10.1, яке включає нові вбудовані програми, такі як Celia та службу відеодзвінків MeeTime, режим декількох вікон та різні налаштування інтерфейсу користувача.
Пізніше на глобальному ринку смартфони були оновлені до EMUI 12 на базі Android 11, а на китайському ринку — до HarmonyOS 4.2.

## Варіації

### Huawei Mate 30 RS Porsche Design
Huawei Mate 30 RS Porsche Design — спеціальна версія Mate 30 Pro; його задня панель виконана зі скла та шкіри і має чорний або чорно-червоний варіанти кольору з гоночними смугами. Комплектується з 512 ГБ сховища та 12 ГБ оперативної пам’яті.

### Huawei Mate 30E Pro 5G
Huawei Mate 30E Pro 5G — варіація Mate 30 Pro, що випускалася ексклюзивно для Китаю. Пристрій випущений на EMUI 11, працює на Kirin 990E 5G, який має менше ядер графічного процесора в порівнянні з Kirin 990 5G, і також смартфон не має моделі на 512 ГБ.

## Галерея

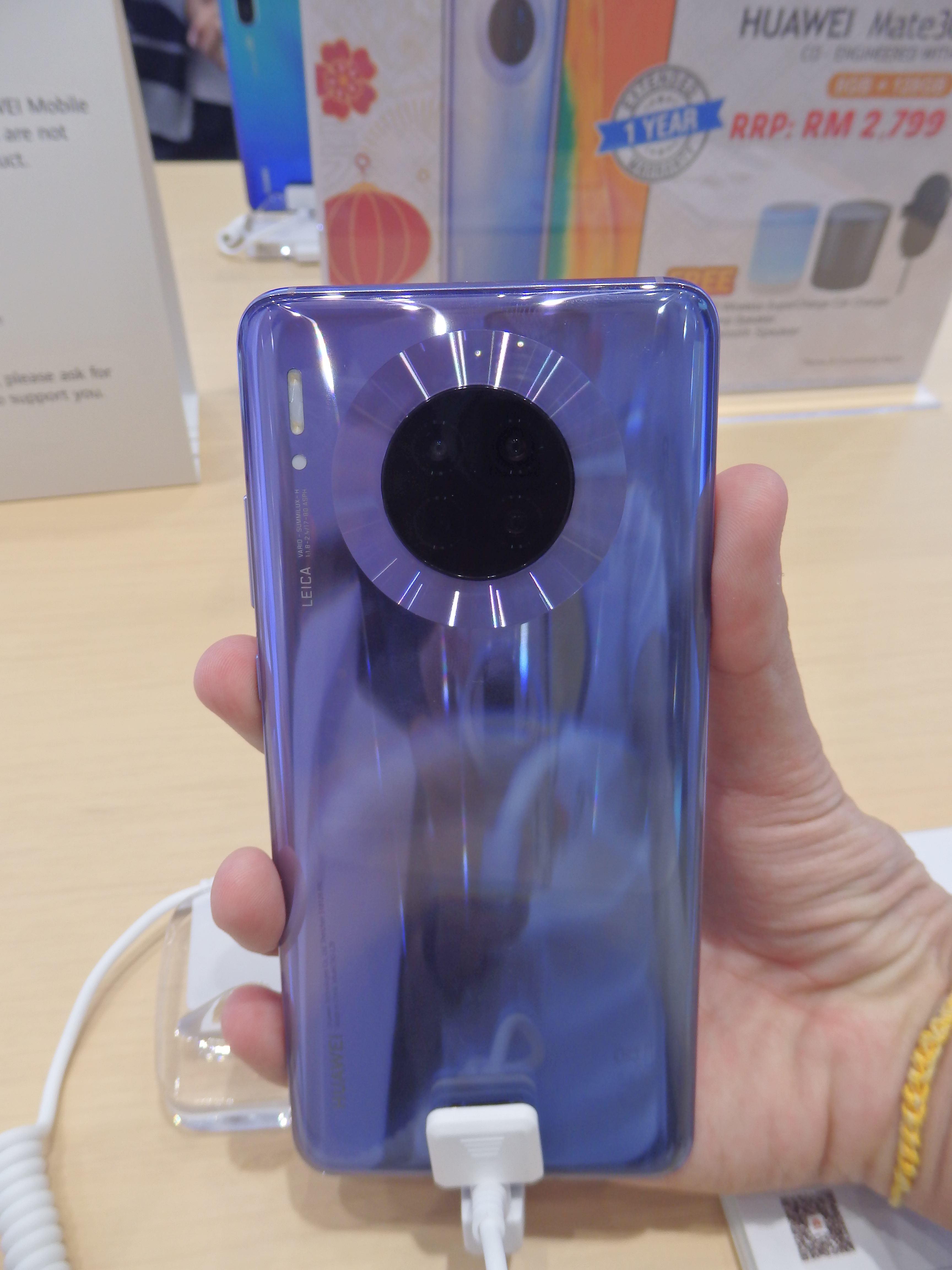
Задня панель Mate 30
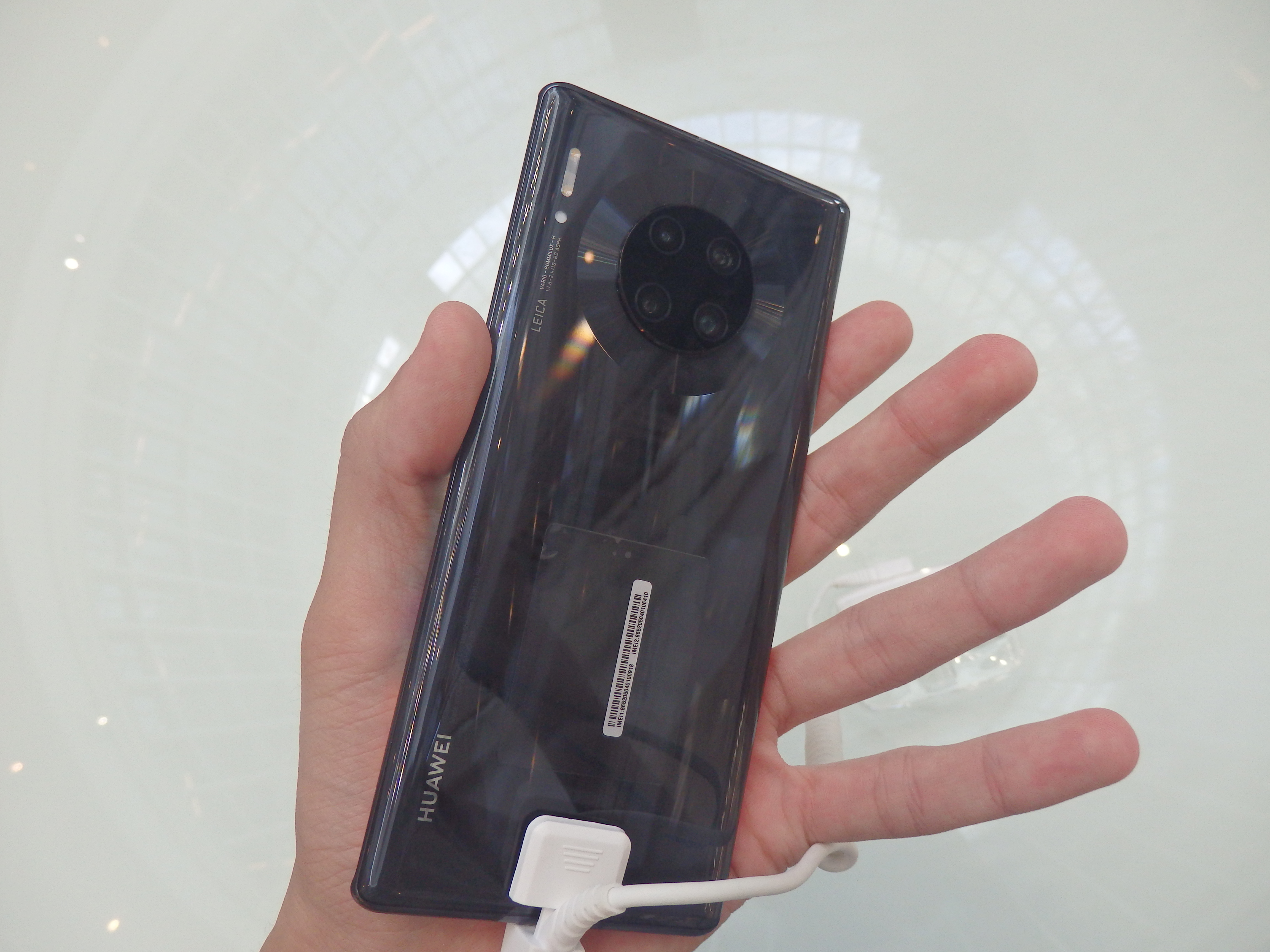
Задня частина Mate 30 Pro
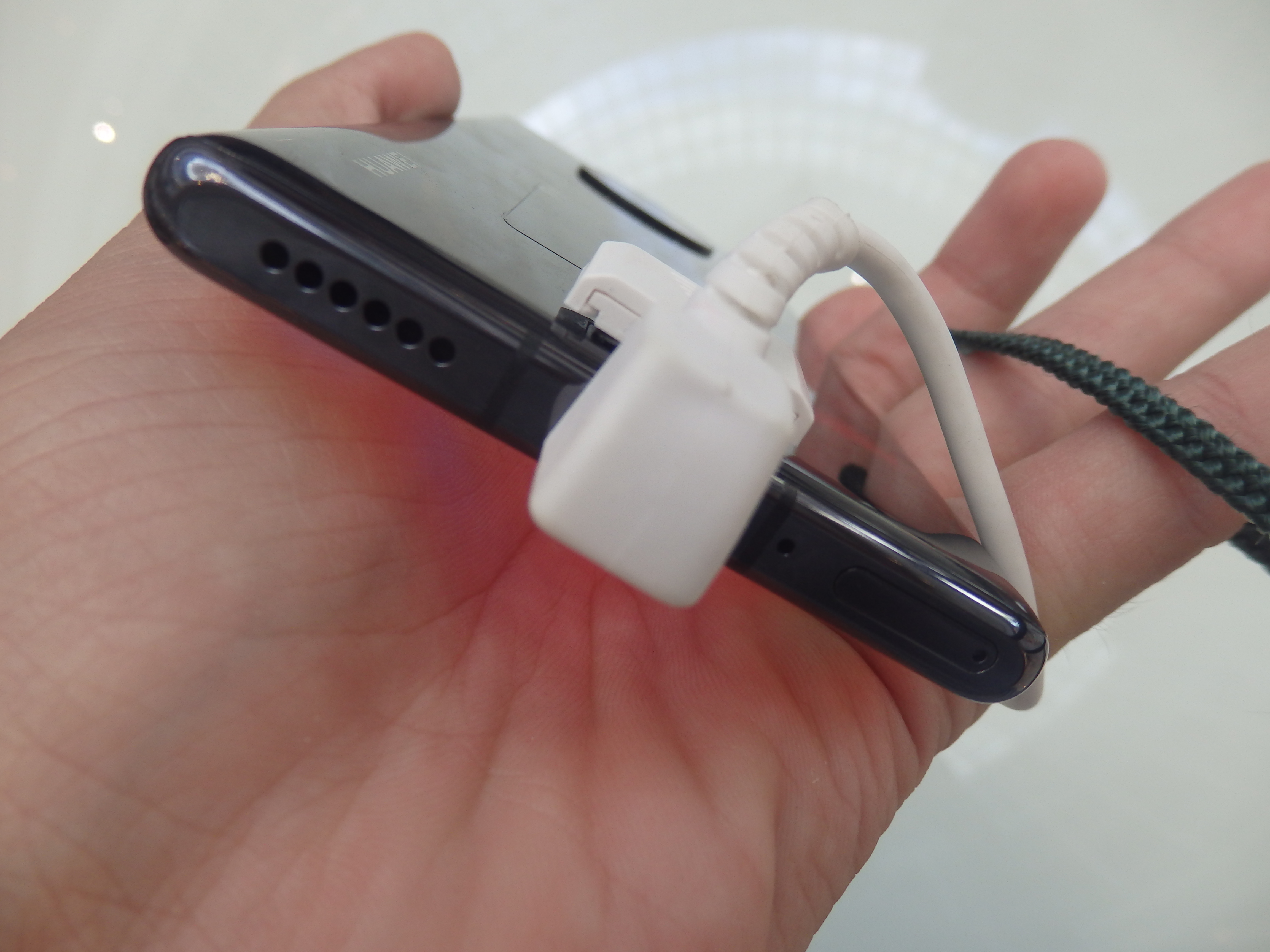
Нижня частина Mate 30 Pro
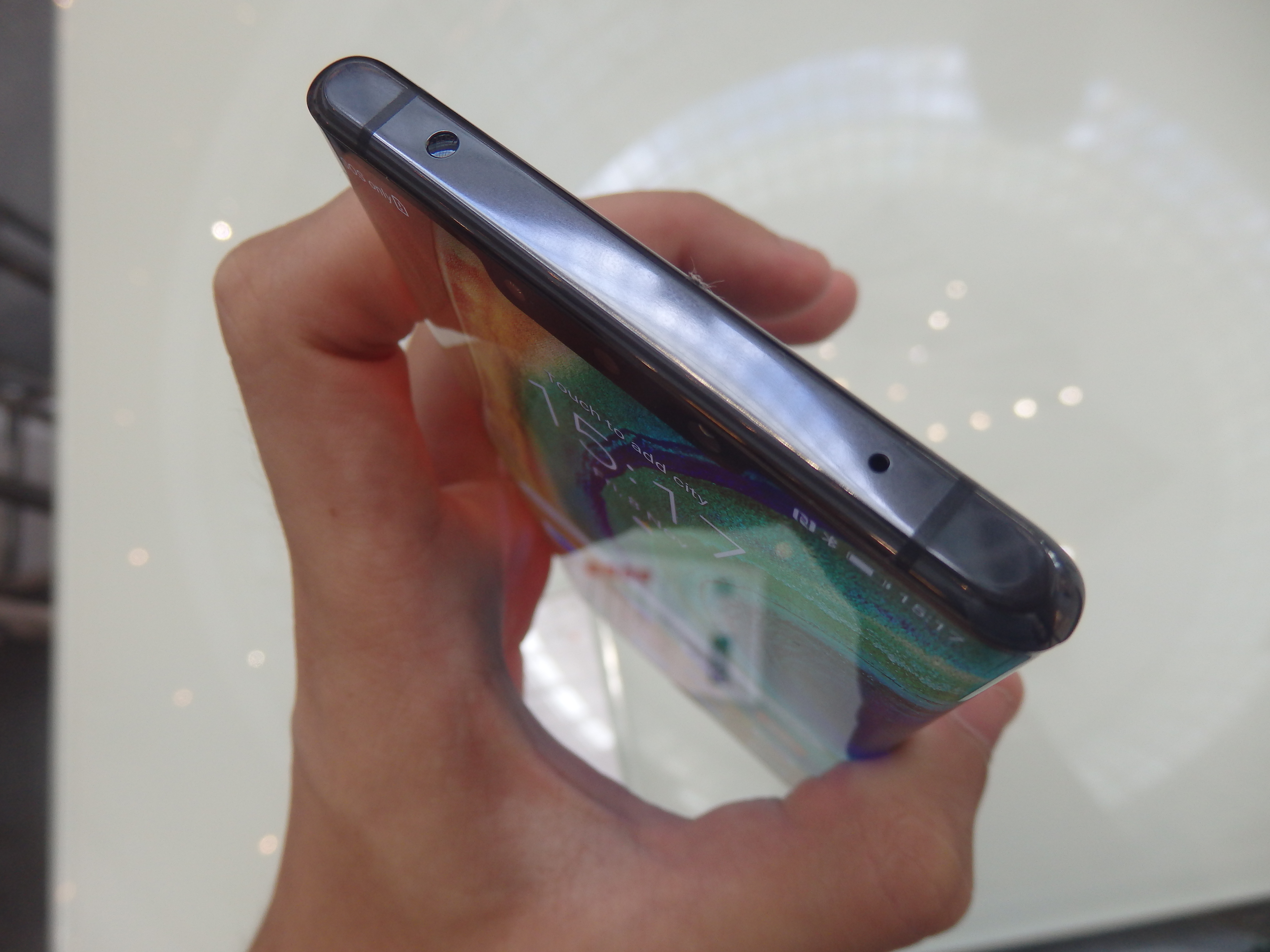
Верхня частина Mate 30 Pro